# Charles Favre
Pour les articles homonymes, voir Favre.
Charles Favre, né le 18 août 1957 à Lausanne, est un médecin et une personnalité politique suisse, membre du Parti radical-démocratique.

## Biographie
Charles Favre naît le 18 août 1957 à Lausanne, dans le canton de Vaud. Il est originaire de Saint-Barthélemy, dans le même canton et vit à Échallens, dans le même district, dans l'ancienne maison du conseiller d'État, conseiller national et conseiller aux États radical Gabriel Despland.
Ses parents sont fonctionnaires et il a une sœur cadette.
Après le gymnase au CESSNOV, à Yverdon, de 1974 à 1977 en section scientifique, il fait des études de médecine à l'Université de Lausanne, dont il sort diplômé en 1983. Il ouvre son cabinet de médecine générale en 1987 à Échallens.
Il a le grade d'appointé à l'armée.
Il est marié depuis le 5 mai 1984 et père de trois enfants. Sa femme, d'origine biennoise, est laborantine et travaille dans son cabinet jusqu'à son élection au Conseil d'État.

## Parcours politique

### Début de carrière politique
Membre du comité directeur du parti radical suisse et président de la commission finances et fiscalité de son parti, il est successivement élu conseiller communal à Échallens de 1985 à 1994, député au parlement vaudois de 1990 à 1994 et vice-président du Parti radical vaudois en 1993 et 1994.

### Conseiller d'État
En janvier 1994, il est choisi par son parti comme candidat au Conseil d'État, le gouvernement cantonal, pour succéder à Pierre Cevey, qui ne souhaite pas se représenter. Il se présente sur une liste d'entente avec deux autres radicaux, un libéral et un UDC. Il termine en quatrième position lors du premier tour, le 7 mars 1994, et manque la majorité absolue de 498 voix. Le 20 mars, il est finalement élu, arrivant deuxième du second tour. Fait particulier, Charles Favre est le premier conseiller d'État du Canton de Vaud catholique depuis François-Nicolas Longchamp en 1809.
Il reprend alors le Département de la prévoyance sociale et des assurances. En novembre de la même année, il préside les premiers États généraux de la famille. En 1995, il initie le remplacement du Bouton d'Or, une aide vaudoise destinée aux chômeurs de longue durée, par un Revenu minimum de réinsertion.
En mars 1996, il quitte le Département de la prévoyance sociale et des assurances pour reprendre le Département des finances après que le chef de ce dernier, Pierre-François Veillon, doit l'abandonner à la suite d'un scandale de notes de frais dans une entreprise de consultants engagée par le département pour mettre sur pied un programme d'économie. En tant que responsable des finances, il participe au Conseil de direction politique de la Nouvelle Péréquation financière (NPF) de la Confédération, chargé de mettre sur pied cette dernière.
En 1998, il se présente pour un deuxième mandat de Conseiller d'État lors des élections cantonales. Il est élu au premier tour, le 1er mars, terminant en tête avec 51% des voix. Il conserve la direction du Département des finances. Le 29 novembre de la même année, le projet de frein à l'endettement qu'il portait est rejeté par la population vaudois. En 1999, il obtient raison au Tribunal fédéral contre le canton de Genève à propos de l'imposition de pendulaires.
La fin de son second mandat est assombrie par le mauvais état persistant des finances cantonales, qui vaut au canton de Vaud une dernière place dans un classement des cantons réalisé par l'IDHEAP, et la révélation de l'existence d'importants crédits douteux à la Banque cantonale vaudoise,.
En octobre 2001, Charles Favre annonce qu'il ne se représentera pas aux élections cantonales de 2002 et quitte donc le Conseil d'État en été 2002, après l'avoir présidé à deux reprises, en 1997 et 2001. Son collègue de parti Pascal Broulis lui succède à la tête des finances.

### Conseiller national
En 1999, alors qu'il est encore Conseiller d'État, Charles Favre se présente aux élections fédérales et est élu Conseiller national le 24 octobre. Il y est membre de la commission permanente de l’économie et des redevances de 1999 à 2011 et préside cette commission pendant quelques mois en 2005.
En 2002, il combat à la fois l'initiative de l'Union démocratique du centre voulant reverser le produit de la vente de l'or de la Banque nationale suisse à l'Assurance-vieillesse et survivants (AVS) et le contre-projet du Conseil fédéral souhaitant partager ce produit l'AVS, les cantons et la Fondation suisse solidaire. Il est suivi par la population suisse qui refuse les deux objets le 22 septembre 2002.
En 2003, une étude le classe comme le conseiller national radical romand le plus à droite avec le Neuchâtelois Claude Frey. En 2004, il se porte candidat au poste de vice-président du Parti radical-démocratique. C'est finalement Léonard Bender qui est choisi le 21 août par 143 voix contre 66 à Charles Favre et 44 à Damien Cottier. Il est en revanche nommé au comité directeur restreint du parti par le président Rolf Schweiger.
Lors des élections fédérales de 2007, il se présente au Conseil des États, la chambre haute du parlement fédéral. Il arrive en tête au premier tour, sur la même liste que l'UDC Guy Parmelin, mais sans obtenir la majorité absolue. Il est toutefois battu au second tour par la socialiste Géraldine Savary et l'écologiste Luc Recordon et continue donc à siéger au Conseil national où il a été réélu.
En 2011, il ne se représente pas au Conseil national.

### Mandats économiques
En plus de ses mandats politiques, il est également membre du comité directeur de l'Union Patronale Suisse, président du Conseil d'H+ Les Hôpitaux de Suisse, et membre du conseil d’administration des sociétés MedicalHeat SA, et Bioring SA.